# Kalevi Eskelinen
Kalevi Eskelinen (nascido em 9 de outubro de 1945) é um ex-ciclista olímpico finlandês. Representou sua nação nos Jogos Olímpicos de Verão de 1972, na prova de contra relógio por equipes (100 km).